# Holzbranntwein
Holzbranntwein ist aus Holz mittels Destillation gewonnener Branntwein.
Zur Herstellung von Holzbranntwein wird Holz mit verdünnter Schwefelsäure gekocht, wodurch die Cellulose und Hemicellulosen  in Dextrose und andere Einfachzucker übergehen, während Lignin übrig bleibt. Die zuckerhaltige Flüssigkeit wird nach Neutralisation der Säure in Gärung gebracht, das dadurch gebildete Ethanol kann dann durch Destillation gewonnen werden.
Für dieses Verfahren wurden in der DDR auch die Ablaugen der Zellstoffproduktion verwendet, um den „Holzschnaps“ bzw. „Sulfitspiritus“ zu erzeugen. Trinkbranntwein (auf Trinkstärke verdünntes Destillat) der nach diesem Verfahren gewonnen wird, ist nicht gefährlicher als Trinkbranntwein aus Getreide; er enthält meist sogar viel weniger Fuselöle als dieser oder gar der fuselreiche Obstbrand. Trotzdem verbietet das deutsche Gesetz über das Branntweinmonopol die Verwendung von Holzbranntwein für die Herstellung von alkoholischen Getränken. Dieses Verbot rührt aus der Funktion des Gesetzes als Mittel der Agrarsubvention und nicht aus der Gesundheitsfürsorgepflicht des Staates her.
Die trockene Destillation von Holz diente früher auch der Gewinnung von Methanol (Holzgeist).